# Flieger in Flammen
Flieger in Flammen (Originaltitel: Aflame in the Sky) ist ein US-amerikanischer Abenteuerfilm aus dem Jahr 1927 von J. P. McGowan mit Sharon Lynn und Jack Luden in den Hauptrollen. Das Drehbuch des Stummfilms basiert auf einer Originalstory von Mary Roberts Rinehart. Den Verleih übernahmen die Film Booking Offices of America.

## Handlung
Die Piloten Terry Owen und Major Savage treffen sich in der Wüste von New Mexico, um mit Gas für die Nachthimmelsmalerei zu experimentieren, und retten dort Inez Carillo, die von Reitern verfolgt wird. Sie erzählt ihnen von ihrem Großvater, der chronisch krank ist, und von Joseph Murdoch, einem abtrünnigen Vorarbeiter, der sie heiraten will, um die Kontrolle über ihre Hacienda zu erlangen, und deswegen ihren Großvater vergiftet. 
Als Inez nach Hause zurückkehrt, willigt sie ein, Murdoch zu heiraten, um das Leben ihres Großvaters zu retten. Als sie von einem Plan hört, Terrys Wasser zu vergiften, schickt sie ihm eine Warnung. Terry signalisiert Savage, der Hilfe von der Grenzpolizei erhält. Murdochs Männer werden gefangen genommen. Murdock selber entkommt in die Wüste, verdurstet jedoch. Inez nimmt Terrys Heiratsantrag an.

## Hintergrund
Da keine Kopien der sechs Filmrollen existieren, gilt der Film als verschollen.

## Veröffentlichung
Die Premiere des Films fand am 28. November 1927 statt. 1928 kam er im Deutschen Reich in die Kinos, 1929 in Österreich.